# Nutri Ventures
Nutri Ventures (Nutri Ventures - The Quest for the 7 Kingdoms) è una serie animata commedia creata da Watermelon. nel 2014, Bob Boyle ha montato una parodia in lingua inglese doppiata dalla Lionsgate con doppiatori professionisti americani. come prodotto da Lionsgate e Bob Boyle sulla scia del successo di Teen Titans Go. la serie è un Powerpuffsploitation mockbuster di elementi di fregatura per famiglie di Il Gigante De'll Himalaya e Codename K.N.D. e altri spettacoli animati.

## Production
Nutri Ventures di Lionsgate ha prodotto una versione a basso budget dalla sala di montaggio tagliando anche scene di oltre 3 minuti di filmati e doppiatori di varie serie animate, ad eccezione di celebrità in particolare Marley Shelton, Caroline Rhea, Mindy Sterling e molti altri. nel doppiaggio tedesco del 2015, utilizza in particolare la sigla di questa versione chiamata "Touch in the Night" dei Silent Circle e molte altre canzoni di Eurodisco incorporate nella serie. 

## Cast
- Cam Clarke, Jason Marsden, Charlie Schlatter, Jeff Fisher - Theo Angelo
- Mona Marshall, Sarah Silverman, Jessica DiCicco, Julia McIlvaine - Lena/Manta
- Grey Griffin, Sarah Chalke, Jessie Flower, Ashly Burch - Nina
- Tasia Valenza, Olivia Olson, Busy Phillips, Brianne Siddall - Benjamin
- Daran Norris, Jim Cummings, Travis Willingham - Alexander Grand
- Susan Silo, Paget Brewster, Betsy Sodaro, Wendi McLendon-Covey - Phyllis
- Chad Doreck, Nick Palatas - Wynn/Nose
- Marley Shelton - Genevieve, Inca
- Tom Kenny, Sam Riegel - Guardian Purple
- Dee Bradley Baker - Nathan/Nexus
- Jess Harnell - Sacred Eagle
- JP Karliak - Randall/Ragg
- Catherine Taber - Phoebe
- Jacqueline Barnbrook - Jackie
- Mark Moseley - Fritz
- Jeff Garcia - Fritz Jr.
- Sandra Bernhard - Jomanda
- Caroline Rhea - Carol
- Maria Bamford - Tina
- Megan Hilty - Delia
- Robbie Daymond - Johannes
- Nora Dunn, Rachael MacFarlane - Betty Bean

## Doppiaggio
Il doppiaggio è stato scelto dalla SDI Media Italiana nel 2013-2014.                        